# Dinastija Sung
Dinastija Sung ili Dinastija Song (kineski: 宋朝, pinyin: Sòng Cháo) je kineska dinastija koja je vladala Kinom od 960. do 1279. godine. Ona je, do najezde Mongola u 15. stoljeću, učvrstila položaj Kine kao najrazvijenije države svijeta. Kineska umjetnost i filozofija su procvjetale, vojna uprava carskim pokrajinama je zamijenjena civilnim, osnovani su novi gradovi kako bi se što više razvila trgovina i ojačalo gospodarstvo, razvijena je tehnologija proizvodnje baruta i tiskarstvo je bilo na visokoj razini, što je dovelo do razvoja pismenosti. Posjedovanje zemlje i rad u državnoj službi više nisu bili mjerilo uspešnosti, nego privatna djelatnost.
Tijekom vladavine dinastije Sung bili su česti sukobi sa suparničkim dinastijama, te se ono obično može podijeliti na dva razdoblja: Sjeverni Sung (北宋, 960. – 1127.), kada je dinastija Sung iz Kaifenga vladala cijelom Kinom; i Južni Sung (南宋, 1127. – 1279.), kada su sjevernu Kinu osvojili Džurdži koji su osnovali novu dinastiju Jin, a dinastija Sung vladala južnom Kinom iz prijestolnice u Hangzhou. Naposljetku su obje ove dinastije osvojili Mongoli pod Kublaj Kanom, koji su 1279. god. ponovno ujedinili Kinu pod mongolskom dinastijom Yuan.

## Sjeverni Sung
Krajem 9. stoljeća veliki je seljački ustanak gotovo uništio središnju vlast dinastije T’ang. Kina je podijeljena na 10 država s malim ostatkom carstva kojim je vladalo pet dinastija u nizu (tzv. Kasni Liang).
U siječnju 960. godine, general Chao K’uang-yin je izvršio državni udar koji je iskoristio Sung T’ai-tsu (Taizu) da se dokopa prijestolja. Vješti vojni i politički vođa Taizu je postao prvim carem nove dinastije Sung. On je uspio da ujedini Kinu i uništi prijetnju sa sjevera, no dinastija Sung nikada nije povratila pod svoju vlast Annam (sjeverni Vijetnam), a kitanska država Liao još uvijek je zauzimala granična područja na sjeveroistoku gdje su nosnovali svoje carstvo u Mandžuriji i unutrašnjoj Mongoliji. Na sjeverozapadu su Tagnuti osnovali snažno carstvo Xi Xia. Ta su područja ostala pod stranom vlašću do 1368. godine.
Nova država bila je razjedinjenija nego što je bila u vrijeme dinastije T’ang, a i vojno slabija. Međutim, „Carski ispitni sustav” još je više pojednostavljen i ustanovljena je uprava činovnika po zasluzi. To je bilo i razdoblje brzoga gospodarskog razvoja. U razdoblju od 750. do 1100. stanovništvo se gotovo udvostručilo, uglavnom zbog širenja uzgoja riže (koja potječe iz jugoistočne Azije) u središnjoj i južnoj Kini što je dovelo do stvaranja viškova hrane. Ovo povećanje broja stanovnika je bio razlog što se središnja vlast povukla iz svestranog i temeljnog upravljanja trgovinom i ona je prepuštena slobodnom tržištu. Trgovina je nadalje dosegla višu razinu uporabom papirnatog novca, te velikom koncentracijom trgovine oko prve prijestolnice Sunga, Kaifenga. Kaifeng je bio i središte sustava kanala (Veliki kanal) i mreže cesta države Sung.

## Južni Sung
Dinastija Sung morala je platiti cijenu za svoju slabu obranu. Godine 1126. – 1127. Džurdži Jin su osvojili sjevernu Kinu (Dinastija Jin (1115. – 1234.). Područje dinastije Sung uskoro je svedeno na središnju i južnu Kinu i opstajalo je samo plaćajući veliki danak ovim Mongolima.
Bez obzira na to što je rodno mjesto kineske kulture u dolini Žute rijeke pripalo stranim osvajačima, jug se i nadalje gospodarski razvijao. Stanovništvo od 60% ukupne kineske populacije se i dalje povećavalo, trgovina i industrija su cvale, a nova prijestolnica, Hangzhou, postala je nesumnjivo najveći grad na svijetu s oko 400.000 stanovnika. Kina je u 13. stoljeću bila naseljenija i bogatija od tadašnje Europe. Zapadna Europa tada ima samo dva grada s više od 100.000 stanovnika, Pariz i Veneciju.
Južni Sung je značajno ojačao svoju mornaricu kako bi obranio svoju morsku obalu, ali i kako bi proveo nekoliko pomorskih misija u inozemstvo. Kako bi se oduprli sjevernjačkoj dinastiji Jin dinastija Sung je razvila novu vojnu tehnologiju uporabe baruta.

### Pad dinastije Sung
U 13. stoljeću došlo je do znatnog usporavanja razvoja. To je uglavnom bila posljedica ogromnih razaranja i društvenih nemira nastalih zbog mongolske invazije Džingis-kana i osvajanja najprije mongolskog područja na sjeveru, koje je bilo pod dinastijom Jin (1210. – 1234.), a potom su napali i Sung područja na jugu (1235. – 1279.). Munke-kan, četvrti veliki mongolski kan (kagan), preminuo je 1259. god. tijekom opsade grada Chongqinga. njegov mlađi brat, Kublaj-kan, proglašen je velikim kanom, a 1271. god. i kineskim carem, iako još nije bio osvojio cijelu Kinu. Nakon dva desetljeća ratovanja, njegova vojska je naposljetku uništila vojsku dinastije Sung 1279. god. ponovno ujedinivši Kinu pod novom mongolskom dinastijom Yuan (1271. – 1368.) koja je ustanovila novu prijestolnicu na sjeverozapadu Kine, Peking.

## Najrazvijenija država na svijetu
Društveni život za dinastije Sung je bio jako živ; građani su skupljali i trgovali vrijednim umjetničkim djelima, mase su se skupljale na javnim festivalima i u privatnim klubovima, a gradovi su imali četvrti za zabavu.
Vladari iz ove dinastije poticali su umjetnost, filozofski neo-konfucijanizam obogaćen budističkim idealima (Si Ču), a vojne upravitelje pokrajina zamijenili su civilnim dužnosnicima. Sagradili su niz gradova, ali ne samo za administrativne svrhe, već da bi razvili trgovinu, industriju, i pomorsku razmjenu. Izumili su ili razvili barut, topove, kao i tehnologiju tiskarskog stroja (11. st.) koja je pospješila pismenost. Roditelji su ohrabrivali sinove da uče čitati i pisati kako bi našli posao u učenoj carskoj birokraciji. Posjedovanje zemlje ili rad u državnoj službi više nisu bili isključivo mjerilo za ugled i prestiž. Razlog tome jest i razvoj privatnog poduzetništva. Trgovci su osnivali složene trgovačke organizacije s kreditnim sustavom. Na selu se pojavljuje slobodna trgovina zemljom. Budući da stari kopneni putovi do središnje Azije i Bliskog istoka više nisu bili u rukama Kineza, Kina je postala velika pomorska sila i redovito je trgovala s jugoistočnom Azijom i Perzijskim zaljevom. Izgrađena je i snažna mornarica.
Lončarija dinastije Sung je nedostižna po svojoj profinjenoj dekoraciji i plemenitim dekoracijama; vrhunac Kineske umjetnosti. Tad su osnovane prve slikarske i grafičke škole, kao i umjetničke kolekcije. Slikarstvo je bilo delikatno i prozračno, pejzaži su magloviti, naslikani perom i u njima je čovjek odsutan ili beznačajan. Alternativna tradicija slikarstva je povezana sa Zen budizmom, koji naglašava neposrednost iskustva i intuiciju – slike nastale sa samo par poteza kistom. Ovaj stil će biti bolje prihvaćen u Japanu.
Procvat doživljavaju i izrada porculana, brodogradnja i navigacija s pomoću kompasa, a osobito metalurgija. Kina je 1078. god. proizvodila 125.000 tona željeza i koristila 1,5 kilogram željeza po stanovniku. U Europi je to tada bilo samo ½ kilograma, oko 1200. godine.

## Poveznice
- Dinastija T’ang
- Dinastija Yuan
- Kineska povijest
- Kineska kultura
- Kineska umjetnost

## Vanjske poveznice
- Dinastija Song
- Umjetnost dinastije Sung s video komentarima  Arhivirana inačica izvorne stranice od 7. rujna 2008. (Wayback Machine)

| Prethodnik:                        | Dinastije u kineskoj povijesti 960. – 1279. | Nasljednik:    |
| Pet dinastija i Deset kraljevstava | Dinastije u kineskoj povijesti 960. – 1279. | Dinastija Yuan |